# Castianeira luctuosa
Castianeira luctuosa là một loài nhện trong họ Corinnidae.
Loài này thuộc chi Castianeira. Castianeira luctuosa được Octavius Pickard-Cambridge miêu tả năm 1898.